# QCW-05

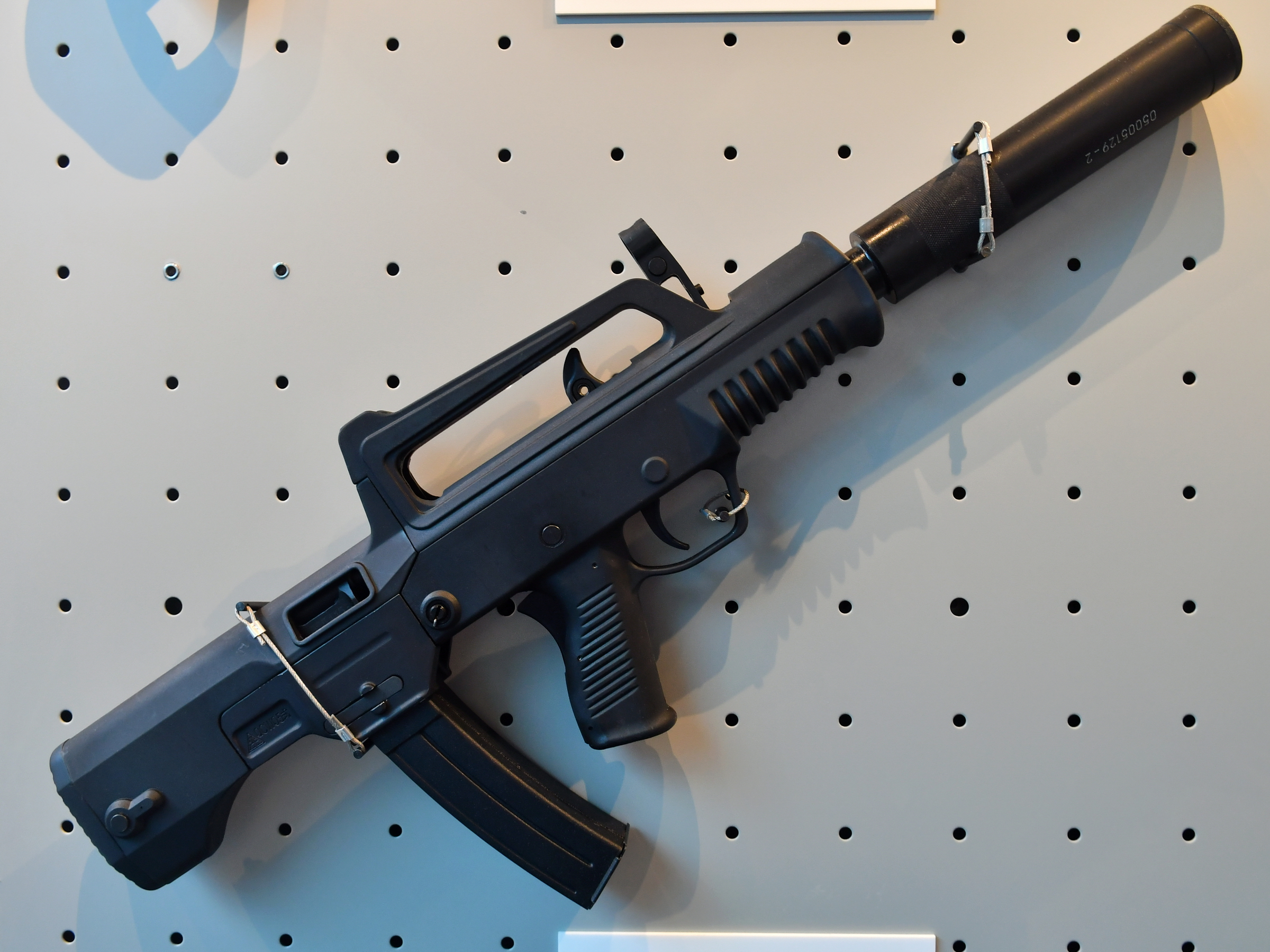
QCW05 - 5.8mm

La QCW-05 (En xinés: 微声冲锋枪, 2005, WēishēngChōngfēngQiāng, 2005 (pronuncia), literalment, Arma d'Assalt amb Supressor, 2005) (també es refereix a la Tipus 05) es una pistola metralladora amb supressor, dissenyada I produïda a la Xina per l'Exèrcit d'Alliberació Xinés (PLA, en anglès), dissenyada pel 208 grup d'investigació I la Corporació d'Indústries Jianshe, de Chongqing, produïda sota el control del Grup d'Indústries del Sud de la Xina, per l'exèrcit xinés, les forces especials I la policia de la Xina. Aquesta arma es va dissenyar per dispara la munició subsònica de 5.8×21mm DAP92, també utilitzada en la pistola silenciadaQSW-06.

## Desenvolupament
En octubre de 2001, la Corporació d'Indústries Jianshe (propietat del Grup d'Indústries Xineses del Sud) va obtenir el permís per a produir la nova generació de pistoles metralladores per a substituir la pistola metralladora Tipus 79 I la pistola metralladora Tipus 85, per produir la nova generació de pistoles metralladores silenciades, I vencent als altres competidors, com per exemple laCF-05, gràcies a la seva facilitat de constricció i operació. Al 2005, en l'Exposició d'Equipament de Policia a Beijing, Jianshe va revelar el seu producte final, una Bullpup, accionada per blowback i forrellat obert, I se l'hi va donar el nom de QCW-05, ja que era bastant semblant físicament al fusell d'assalt QBZ-95.A 2006, a la MILIPOL Expo, es va mostrar una versió petita per a la policia, que es diu 'Jianshe JS 9mm', una pistola metralladora amb silenciador. La JS 9mm, tenia una munició de 9x19mm Parabellum. La QCW-05 és la PDW (Personal Defense Weapon, en angles), la va utilitzar el personal dels vehicles I dels avions, els que van confirmar que un fusel d'assalt no seria gaire útil, I volien una arma de combat a curta distància. Aquesta arma va ser adoptada posteriorment per les forces especials xineses I la policia.

## Detalls del disseny
La QCW-05 es una arma que utilitza Blowback I un forrellat obert, endemés està silenciada i és capaç de disparar en mode semiautomàtic o en totalment automàtic.
La QCW-05 es una arma de pes lleuger, el qual pot ser per la seva construcció de d'alumini I polímer, el que també ajuda a la seva ràpida producció en massa. Té un RPM baix, per poder tindre més estabilitat I control, unes característiques que el PLA necessitava per a pistola metralladora petita I que tingues una capacitat de defensa suficient per a defensar-se. També té un selector de foc, a l'esquerra del arma, el qual et permet variar entre: (1) automàtic, (2) semiautomàtic I (3) en el mode de seguretat, també té un botó per a extreure el carregador en la part dreta del arma. A més té un botó que permet disparar també en ràfegues.
Té un supressor, el qual es pot treure, i està a la part davantera de l'arma. La empunyadura per transportar l'arma, que està a sobre del sistema de dispar, també s'utilitza per a guardar el sistema de recàrrega. El utilitzar la munició subsònica de 5.8×21mm DV05, es redueix la velocitat de la bala en uns 150m/s, I l'hi dona una distància operativa d'uns 50 metres, el que és bastant distància per a una arma amb silenciador. Igual que la QCW-05, que era una arma especialitzada en un tipus de missions, I també se l'hi podia afegir un silenciador o un supressor, aquesta era militar, i l'altra era la versió reduïda I de tropes especialitzades en combats a curta distància i sense fer soroll.
El supressor i silenciador es poden extreure, o en el cas de la variant QCQ-05, no en porta cap. Una vegada el supressor es treu, la QCW-05 es bàsicament el mateix que la QCQ-05, i també pot dispara la munició DAP92. La QCW-05, es tractada com qualsevol pistola metralladora, encara que està dissenyada pe a disparar-la des de l'esquerra, ja que si no, la majoria de la munició al sortir expulsada aniria cap a tu, i endemés, la distància per apuntar des d'allà és millor. La munició és proporcionada per un carregador de 50 bales corb, que té 4 columnes i una opció per ajuntar dos carregadors (un requeriment especial del PLA) darrere de l'arma.

Com es un carregador d'una QCW-05 de 50 bales.

## Variants
Hi ha dues variants de la QCW-05, la JS 9mm i la QCQ-05..

### JS 9mm
Era una versió més petita que la original, dissenyada per a l'ús en la policia. Utilitzava la munició de 9x19mm Parabellum, i utilitzava el mateix carregador de 30 bales que la popular pistola metralladora Heckler & Koch MP5.

### QCQ-05
La QCQ-05 (En xinés: 轻型冲锋枪, 2005, QīngxíngChōngfēngQiāng, 2005. Traduït literalment com a “arma d'assalt lleugera, 2005”), es una variant de la QCW-05, capaç d'utilitzar tant la munició subsònica de 5,8x21mm DCV05 o també la munició de pistola de 5,8x21 DAP92, que també s'utilitzava en la pistola QSZ-92 Encara que la QCQ-05 no ve equipada amb un supressor, el supressor de la QCW-05 es pot posar i treure de la QCQ-05.